# Iwan Dimow

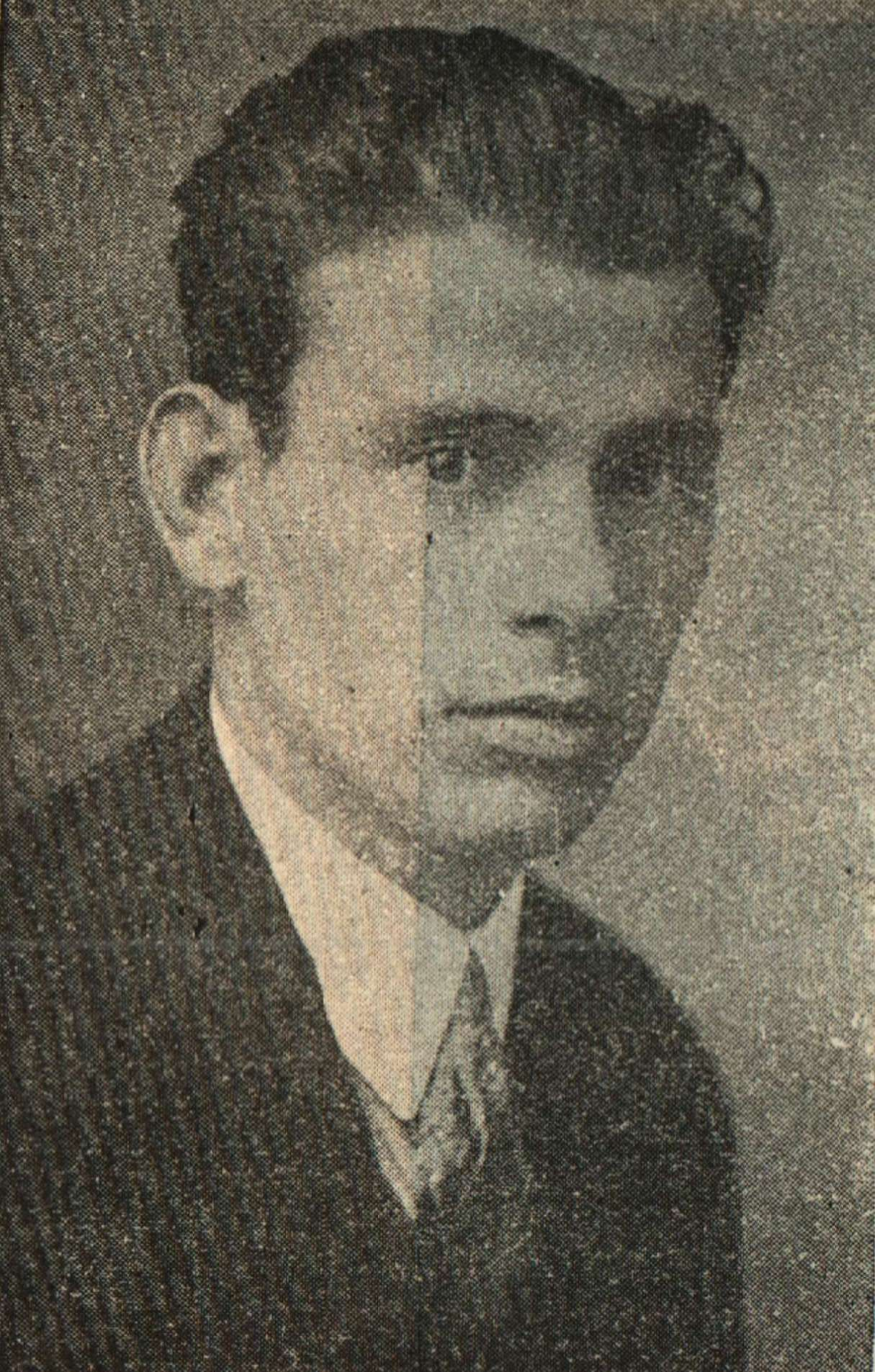
Iwan Dimow, 1926/27

Iwan Gospodinow Dimow (bulgarisch Иван Господинов Димов; * 14. Januar 1897 in Tschirpan; † 1. April 1965 in Plowdiw) war ein bulgarischer Schauspieler.

## Leben
Dimow war einer der bekanntesten Schauspieler Bulgariens. Seine Ausbildung erfolgte im Nationaltheater in Sofia, an dem er von 1922 bis 1961 spielte. Seine bedeutendsten Rollen waren dabei Hamlet, Chlestakow in Der Revisor, Kretschet in Der Chirurg und Andrej in Borjana. Neben seinem Theaterengagement war er auch als Filmschauspieler tätig.
Er wurde mit dem Dimitroff-Preis ausgezeichnet.

## Filmografie (Auswahl)
- 1952: Unter dem Joch
- 1956: Dimitrowgradzi
- 1959: Die Kleine
- 1959: Der Kommandeur der Abteilung